# Motor de foguete 09

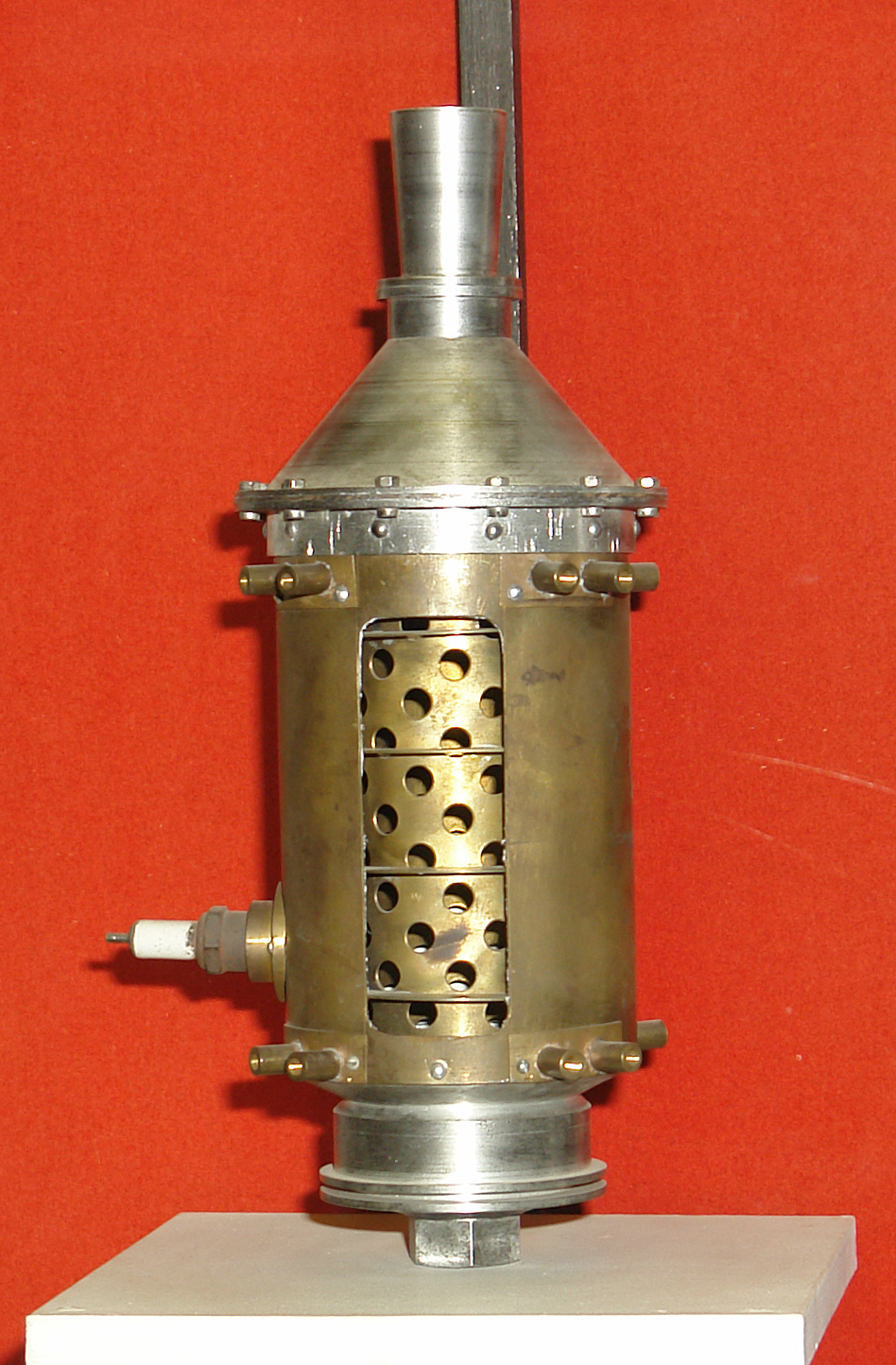
O motor de foguete 09.

O Motor de foguete 09, foi um motor de foguete de combustível híbrido projetado por Mikhail Tikhonravov e desenvolvido pelo GIRD entre 1932 e 1933. Em 1934, foram produzidos seis exemplares desse motor que chegou a levar o foguete GIRD-09 a 1.500 m de altura.

## Especificações
- Combustível: Resina em gel misturada com gasolina
- Oxidante: Oxigênio líquido
- Empuxo: 400 N
- Tempo de operação: 20 s